# Чёльараб
Чол Араб (азерб. Çöl Ərəb) — село в Мурадханском административном округе Кюрдамирского района.

## Этимология
Ойконим состоит из компонентов Çöl (равнина) и Ərəb (этнотопоним) и означает «арабская деревня, расположенная на равнине». Первый компонент топонима служит для того, чтобы отличить поселение от многочисленных деревень с арабскими компонентами в названии (Араб-Карадаг, Араб-Чалтикчы, Араб-Сарван, Араб-Мехдибей и т. д.), которые существовали в Кюрдамирском районе в прошлом.

## Население
По данным переписи 2009 года, в селе проживает 526 человек. Основными занятиями населения являются сельское хозяйство, скотоводство и животноводство.